# Gordana Jankulovska
Gordana Jankulovska en macédonien : Гордана Јанкулоска), née le 12 octobre 1975 à Ohrid, est une femme politique macédonienne membre de l'Organisation révolutionnaire macédonienne intérieure - Parti démocratique pour l'Unité nationale macédonienne (VMRO-DPMNE). Elle est ministre de l'Intérieur entre 2006 et 2015.

### Sources
- (mk) Cet article est partiellement ou en totalité issu de l’article de Wikipédia en macédonien intitulé « Гордана Јанкулоска » (voir la liste des auteurs).